# Banha

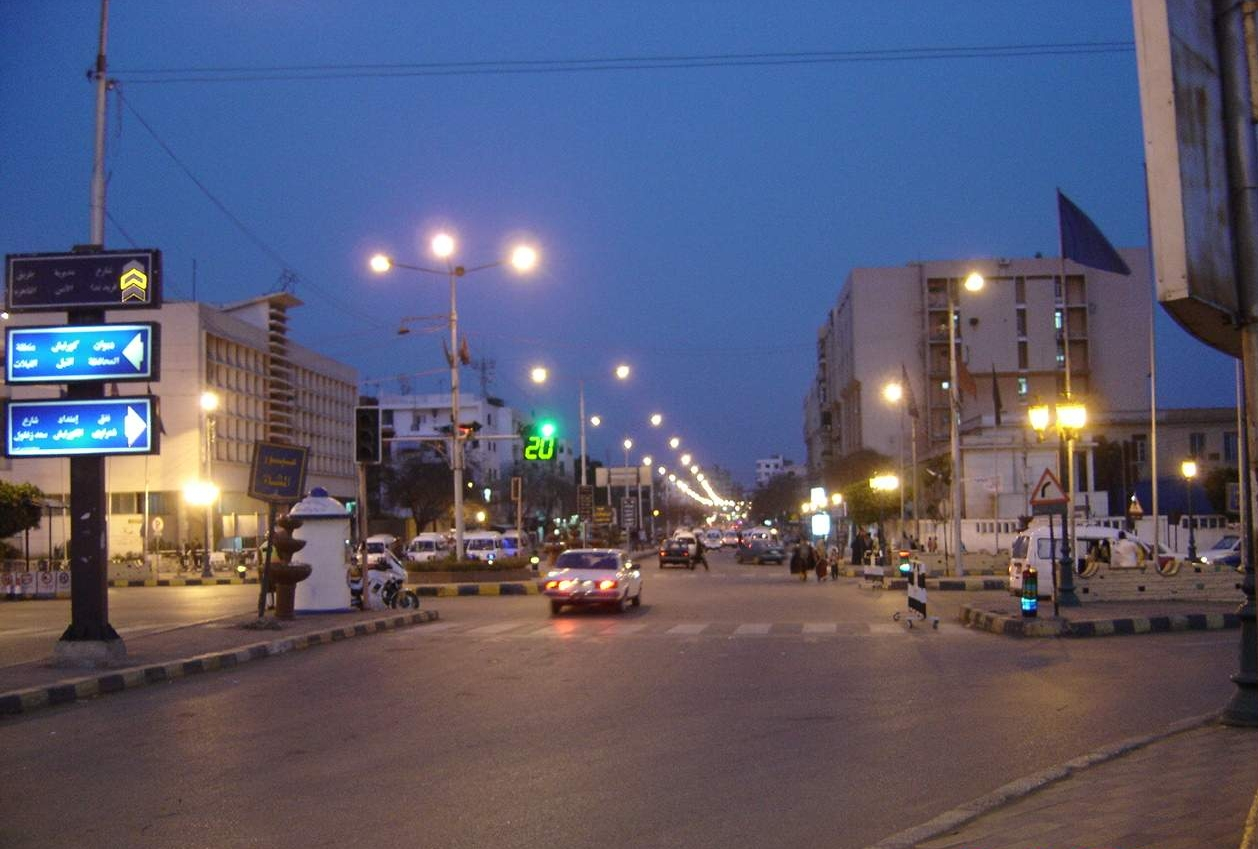
Banha (2010)

Banha oder Benha (arabisch بنها, DMG Banhā) ist eine Stadt in der Metropolregion Kairo, Ägypten.

## Geografie
Sie liegt im Nildelta am Ostufer des Damiettearms des Nils, rund 50 Kilometer nördlich von Kairo. Die Stadt ist der Verwaltungssitz des Gouvernements al-Qalyubiyya.

## Wirtschaft und Infrastruktur
Zu den hier vertretenen Wirtschaftszweigen zählen die Baumwollverarbeitung und die Elektronikindustrie.

Die Stadt ist ein wichtiger Eisenbahnknotenpunkt. Am 29. April 1931 ereignete sich ein schwerer Eisenbahnunfall, als ein teilweise brennender Personenzug in den Bahnhof der Stadt einfuhr. 48 Menschen starben. 
Die Taufīqī-Kanal-Brücke im Zuge der (el-Schahīd) Farid Nada St. war Ägyptens und ganz Afrikas erste Spannbetonbrücke.

## Söhne der Stadt
- Schafik Allam (1928–2021), deutscher Ägyptologe
- Yahia El Mashad (1932–1980), Nuklearexperte
- Ahmed Fathy (* 1984), Fußballspieler
- Saad Samir (* 1989), Fußballspieler